# Ångfartyg

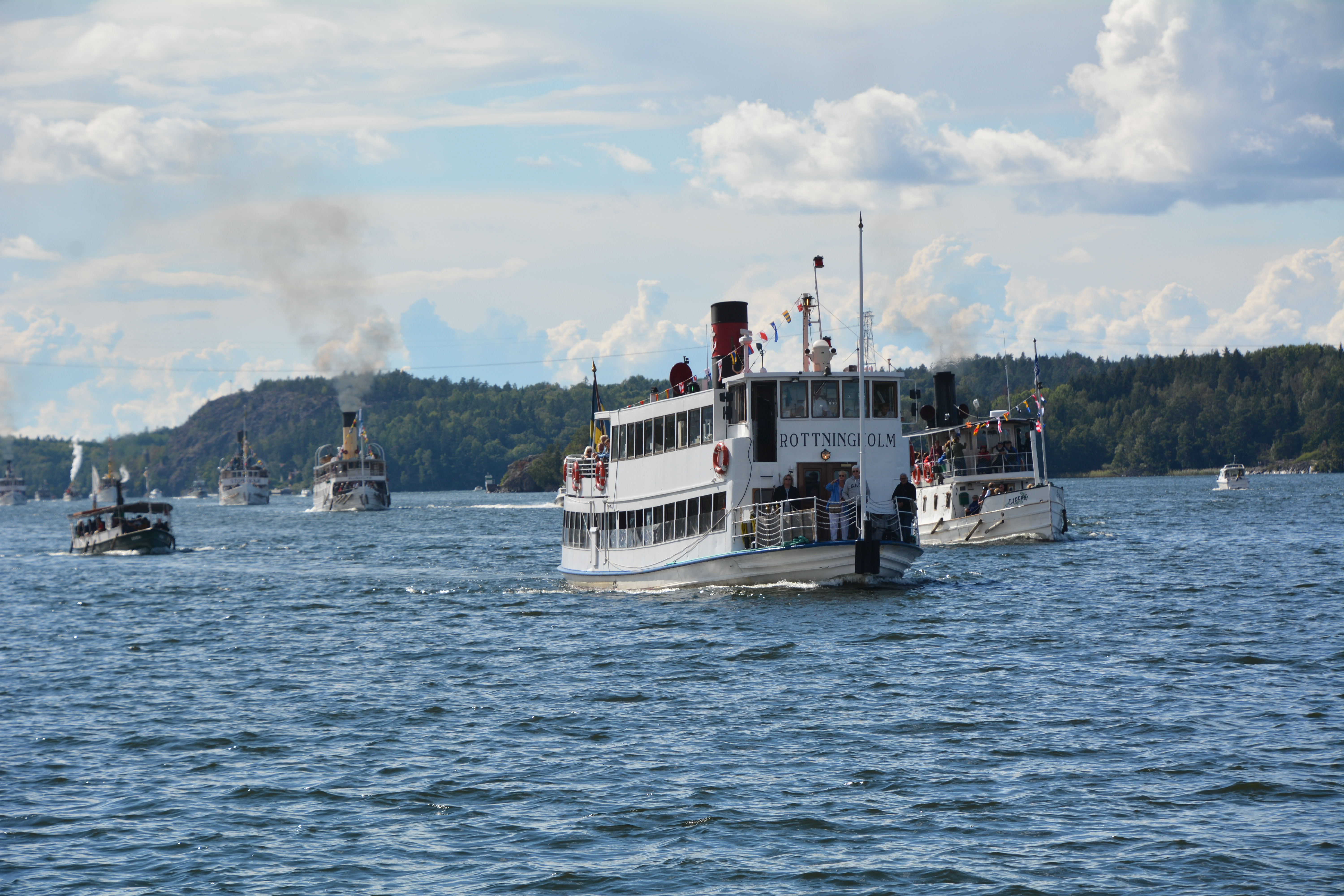
Passagerarångfartyg på parad på Mälaren utanför Drottningholms slott den 26 augusti 2018, med firande av 200 år av passagerartrafik med ångbåtar i Sverige. Från vänster i främre raden S/S Gerda, S/S Storskär, S/S Blidösund, S/S Drottningholn och S/S Ejdern. Bakom skymtar bland andra S/S Mariefred, S/S Frithiof, S/S Motala Express och minsveparen HMS M20.

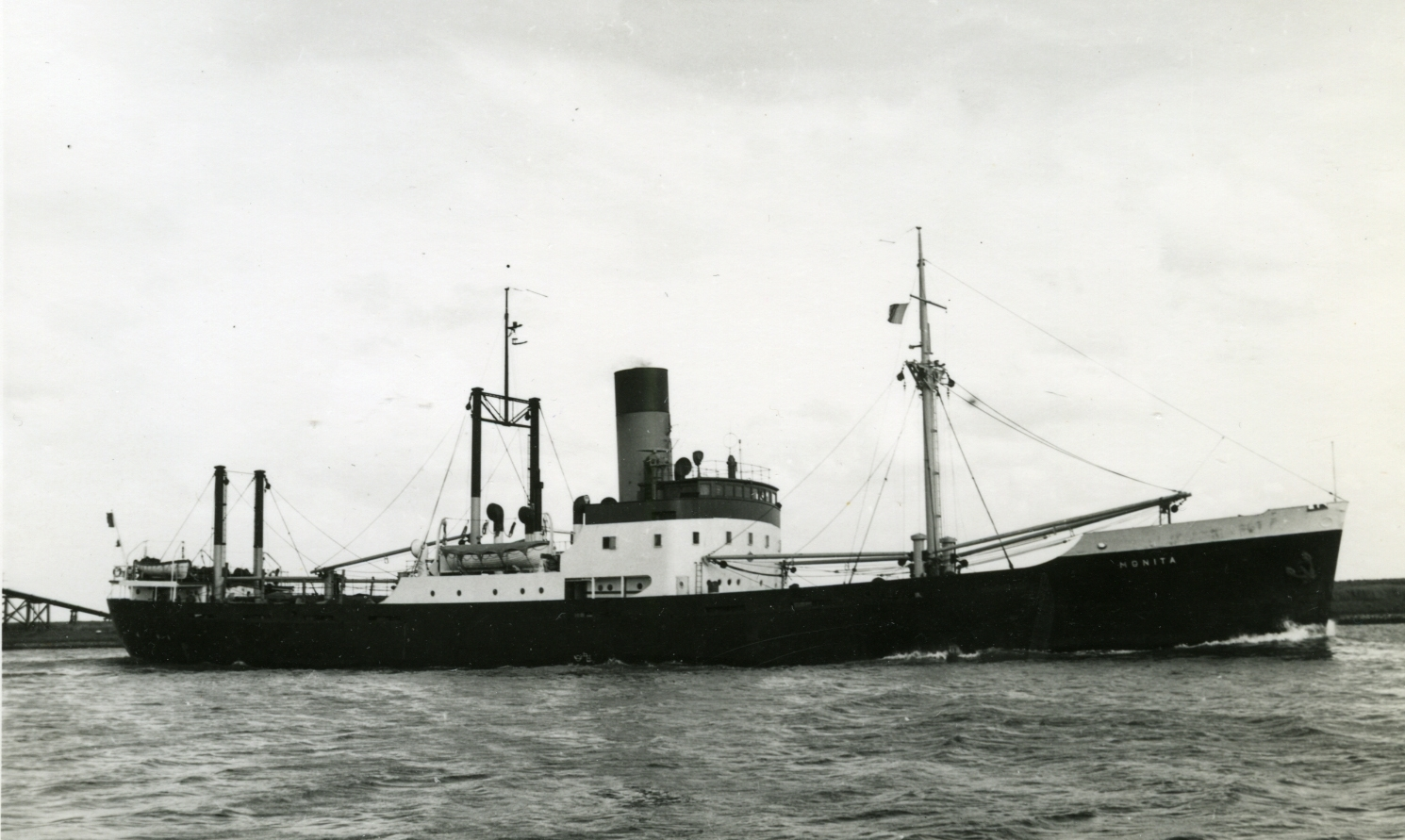
S/S Monita, byggd 1945 på Lödöse varv och Götaverken för Monark Line i Stockholm

Ångfartyg, Å/F, är fartyg som drivs av en ångmaskin. Den internationella beteckningen är S/S eller P/S (engelska: 'Screw Steamer' respektive 'Paddle Steamer') beroende på om fartyget framförs med hjälp av propeller eller skovelhjul.
Ångfartygen indelas efter hur de framdrivs i hjulfartyg och propellerfartyg. Det finns också andra ångfartyg, såsom ångmaskindrivna linfärjor.

## Framdrivning

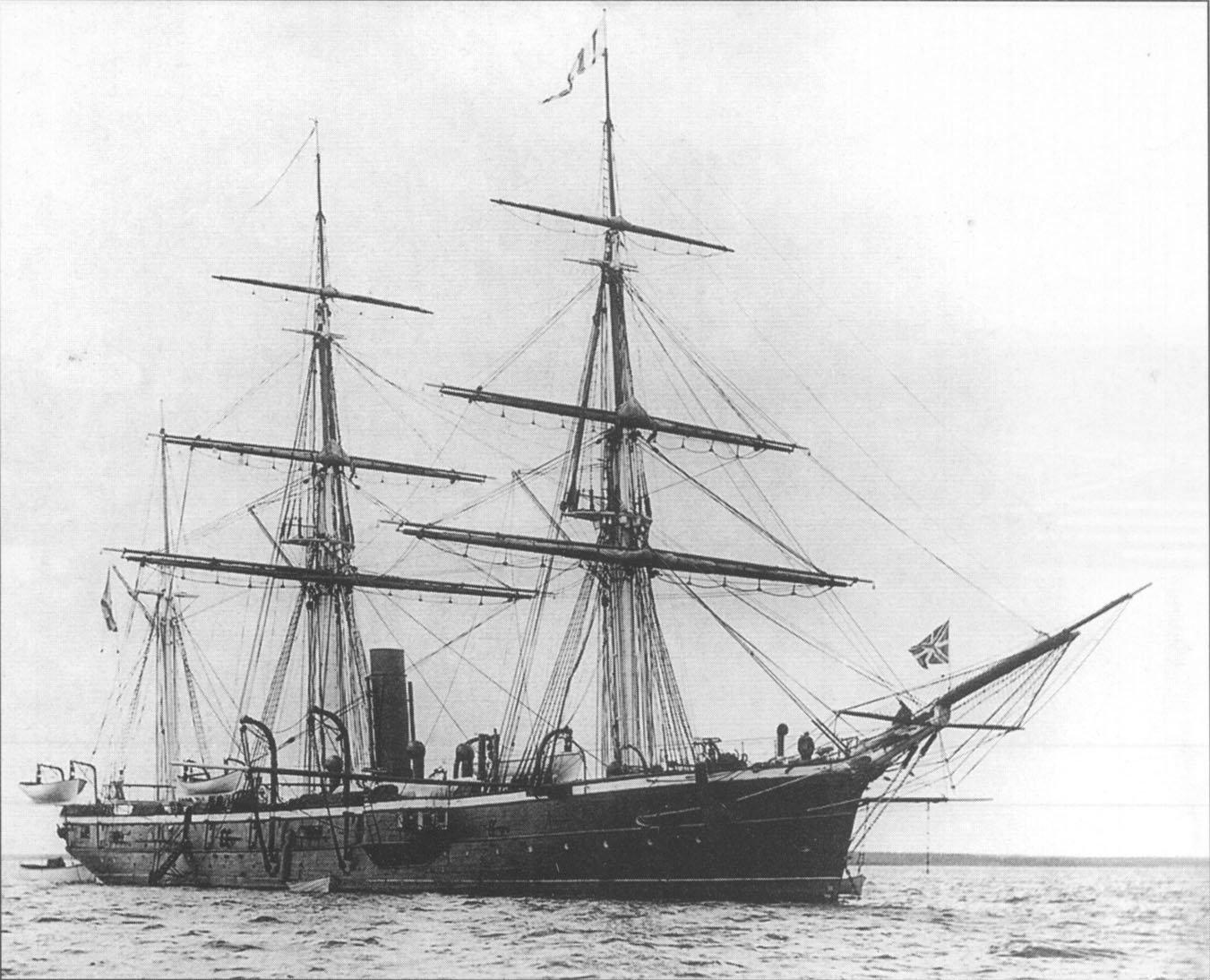
Länge krävde ångfartygen för mycket kol för att köra för maskin över haven. Maskinen användes i brist på lämplig vind, som på det ryska clipperfartyget Oprichnik, byggt 1879.

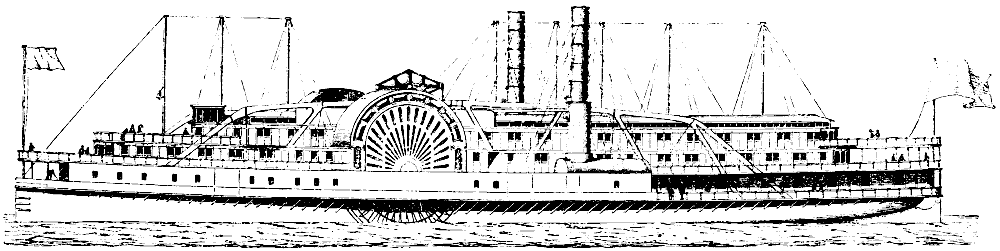
Amerikansk flod- och kustångare.

Hjulångare drivs av stora skovelhjul. Skovelhjulen kan vara monterade på fartygets sidor i närheten av fartygets mitt eller bestå av ett större skovelhjul i aktern. Hjulen kan liknas vid mekaniserade kanotpaddlar. Genom att endast den nedre delen av hjulet är i vattnet skapas en kraft bakåt som driver fartyget framåt. Denna framdrivning är inte särskilt praktisk, eftersom den är känslig för krängning, nedlastning och sjögång.
Under 1700-talets senare hälft introducerades propellern. Den sitter under vattenlinjen i aktern monterad på en längsgående propelleraxel. Denna metod utvecklades under 1800-talet av bland annat John Ericsson och blev dominerande metod för framdrivning.
I Europa hade propellerfartyg stor framgång men i USA användes ofta hjulfartyg, huvudsakligen i flodtrafiken. Hjulfartygen hade fördelen att de inte krävde något större vattendjup. Fartyg med akterhjul hade också fördelar i flodtrafik då de var smalare. Speciellt i Mississippifloden dominerade dessa fartygen en bit in på 1900-talet. På lastfartyg, särskilt oceangående, passar hjul dåligt då dessa fartyg ligger olika djupt beroende på mängd last. För dessa tog propellrar tidigt över.
Det lär även ha genomförts försök, utan vidare framgång, att driva ångfartyg med en tidig form av vattenjet.

## Historik
Tanken att med ångans hjälp driva ett fartyg uppstod redan på 1600-talet, och åtskilliga försök att lösa detta problem gjordes i olika länder. Det kunde dock inte lösas förrän ångmaskinen nått den utveckling som den fick först i slutet av 1700-talet genom skotten James Watts uppfinningar.
År 1783 byggde den franske markisen Claude de Jouffroy d'Abbans en hjulbåt, men utvecklingen avstannade. Den skotske ingenjören William Symington byggde 1788 en fungerande ångbåt. Eftersom försöket ansågs lyckat, byggdes fler sådana båtar 1802 för att trafikera Clyde Canal. Efter några år insåg man att projektet inte gick ihop ekonomiskt. 
En ung amerikansk ingenjör, Robert Fulton, hade fått följa med på Symingtons ångbåt och studera dess konstruktion. Han hade redan förut fått idén till ångbåtar av amerikanen Rumney, vilken tillsammans med John Fitch 1786 byggt ett slags ångbåt i Amerika.

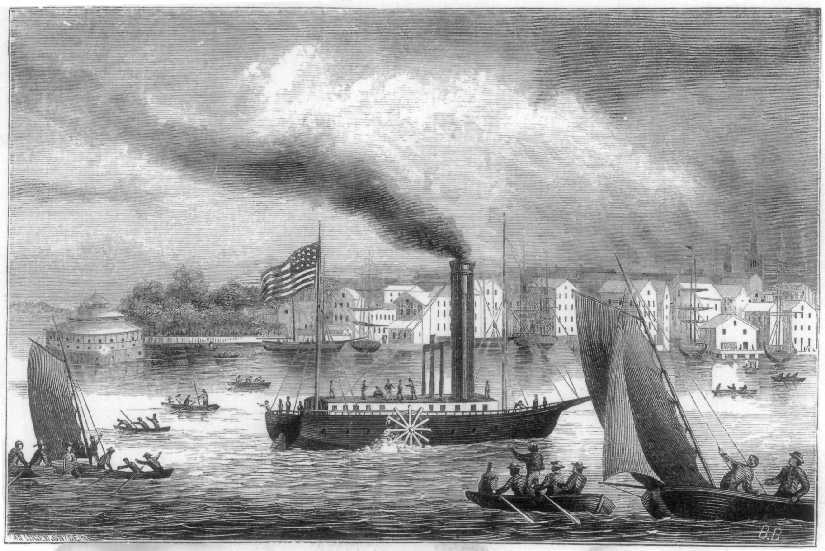
Fultons ångfartyg North River Steam Boat, senare känt som SS Clermont.

Amerikanska sändebudet i Paris, Livingstone, intresserade sig mycket för ångbåtsfrågan, och på hans uppmaning konstruerade Fulton 1803 sin första ångbåt. Denna gick på floden Seine i Paris. Fransmännen förstod dock inte sakens stora vikt, och Napoleon ansåg att alltsammans var charlataneri. Fulton begav sig därför till New York. Där byggde han med Livingstones hjälp ångbåten North River Steam Boat som långt senare fick namnet Clermont. Fartyget var 42,67 meter långt. Maskinen med 20 hästkrafter var från Watt i England. Få trodde på idén med en ångbåt och när båten gick ut på sin första tur augusti 1807 hånskrattade folkmassan. Skrattet ändrades till jubel när publiken såg att farkosten verkligen gick, lugnt, säkert och förhållandevis snabbt.
Fartyget var den första praktiskt användbara ångbåten som verkligen gick i trafik. Den gjorde reguljära turer på Hudsonfloden. Förtroendet växte, passagerare strömmade till, och snart gick affären med vinst. Fler liknande båtar byggdes då för trafik även på andra floder i Amerika. Det första ångfartyg som kom till praktisk nytta i Europa var båten The Comet, byggd 1811-12 i Glasgow av Henry Bell för trafik på Clyde Canal. I Sverige gjorde den från England invandrade Samuel Owen försök med ångbåtsfart från 1816. Genom Owens verksamhet (se nedan) blev Sverige ett av föregångsländerna i Europa.
De första ångbåtarna eldades med ved och deras maskiner var mycket ofullkomliga. Det var inte ovanligt att apparaten envist vägrade att sätta sig i gång förrän ett par man gått upp på hjulhuset och med trampning på skovlarna fått hjulen i rörelse. Därför kunde det hända att befälhavaren på en sådan skuta var så rädd för att stanna båten att han inte vågade lägga till vid någon brygga på vägen utan strök förbi den fram och tillbaka och i förbifarten tog ombord den last som hann langas över. Det ansågs som något anmärkningsvärt på en ångbåtsresa ifall ingenting alls gick sönder i maskinen – att den då och då fick stanna för att kaptenen och maskinisten skulle kunna avhjälpa något som var i olag, ansågs ingå i programmet. Det kunde vara lika svårt att stanna skutan som att sätta i gång den, ifall maskinen var på det humöret. Då fartyget skulle lägga till vid en brygga eller gå in i en sluss, hölls därför alltid ett ankare i beredskap akter ut för att i händelse av behov kastas ut och i rätta ögonblicket stoppa farten.
Till 1819 hade 60 hjulångare byggts. Under tiden hade hyggliga försök gjorts i USA med att trafikera även de stora haven. År 1819 genomfördes en resa, delvis dock under segel, med ångaren "Savannah" från Savannah i USA till Liverpool, men resan blev utan praktiskt resultat. Man hade också i Tyskland börjat bygga ångfartyg, och kom att vara steget före England. I England bildades 1836 ett bolag för ångbåtstrafik på Atlanten. Den 23 april 1838 anlände "Sirius" och "Great Western" till New York från Queenstown i Irland med last och passagerare. Resorna tog 18 respektive 14 dagar. Man kan säga att ångbåtstrafik över världshaven började denna dag.
Snart började man inse, att hjulkonstruktionen inte var lämplig för oceangående ångare. Vid svår sjögång skadades hjulen ofta av vågorna. För lastångare var hjulmaskiner dessutom olämpliga, eftersom hjulens verkningsgrad var mycket beroende av fartygets nedlastning. De långsamma hjulmaskinerna var även oekonomiska. Av dessa anledningar uppkom tanken att ersätta hjulen med en hastigt roterande propeller under vattnet. Den förste, som lyckades praktiskt lösa denna fråga, var John Ericsson. Han fick patent på sin uppfinning i England 1836 och utförde 1837 sina försök i London. I början av 1920-talet var hjulångarna redan tämligen ovanliga.
De rivaliserande bolagen inom ångfartygstrafiken försökte överträffa varandra i alla avseenden, såsom fart, utrymme, lyx, bekvämlighet och säkerhet. Särskilt de bolag, som upprätthöll passagerartrafiken mellan Europa och Nordamerika, gick i spetsen i denna tävling. Av ett engelskt bolag byggdes 1854–58 den berömda ångaren Great Eastern, som kunde ta 4 000 passagerare. Detta fartyg betecknade på sin tid höjdpunkten avseende dimensioner, lyx och säkerhet. På grund av Great Easterns dåliga ekonomiska resultat minskades därefter dimensionerna betydligt, och först långt senare blev dess storlek överträffad.

### Ångfartygens introduktion i Sverige

Ångfartyget Linköping, sjösatt 1846, Sveriges första propellerångfartyg.

Den till Sverige invandrade engelsmannen Samuel Owen gjorde försök med ångbåt i Sverige våren 1816 genom att installera en ångmaskin i vad som har betecknats som en roslagsskuta. Ett första försök med propeller blev delvis misslyckat och han övergick till att använda skovelhjul. Han kallade försöksfartyget "The Waterwitch" vilket han själv senare översatt till "Vattentrollet". Beteckningen "Stockholmshäxan" har senare använts av andra. Owens och Sveriges första användbara hjulångare insattes i trafik på Drottningholm i augusti 1818. De första åren kallade Owen ångbåten helt enkelt mitt Ångmachinsfartyg, senare fick båten namnet "Amphitrite". Fartyget gick i trafik på Drottningholm till och med 1821 men gjorde också enstaka resor till bland andra orter Uppsala och Västerås. Owen lät under de kommande åren bygga och var redare för en rad hjulångare. Under det första årtiondet byggdes praktiskt taget alla tjänstdugliga fartygsångmaskiner i Sverige. Den första järnångaren i Sverige byggdes 1840 vid Samuel Owens verkstad på Kungsholmen i Stockholm. Fartyget hette "Samuel Owen" och gick inledningsvis i trafik Stockholm - Arboga.
Genom Owens verksamhet blev Sverige ett av föregångsländerna i Europa för ångfartygsbygge och ångbåtstrafik. År 1831 blev de första av Motala verkstad byggda ångmaskinerna för sjötrafik klara. Verkstaden byggde 1842 det andra svenska järnångfartyget, Skandia.
Senare verkade ett stort antal rederier med ångbåtstrafik. De största av dessa listas nedan:
- Sveabolaget till nordeuropeiska hamnar.
- Svenska Lloyd till Västeuropa, nordvästra Afrika och Medelhavet.
- Sverige-Levanten till Medelhavet och Svarta havet.
- Svenska ostasiatiska kompaniet till Ostindien, Kina och Japan.
- Transatlantic till Sydafrika, sydöstra Asien, Australien och Nordamerika.
- Sverige-Nord-Amerika till New York.
- Svenska Amerika-Mexikolinjen till Central- och Nordamerika.
- Nordstjärnan till östra och västra Syd- och Centralamerika samt västra Nordamerika.

### Ångfartygens introduktion i Finland

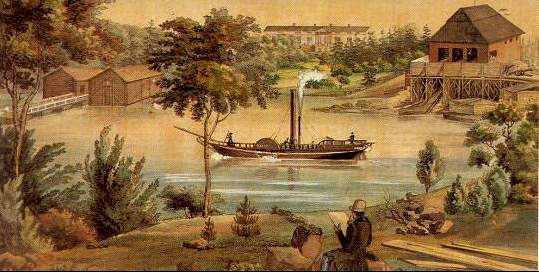
S/S Ilmarinen på Saimen

Det första ångfartyget i Finland var hjulångaren Ilmarinen, som byggdes i Puhos nära Kides 1833 av skeppsbyggaren Sandsund för sågverksägaren Nils Arppe och Johan Fredrik Hackman den yngre. Ångmaskinen byggdes i Sankt Petersburg efter en brittisk modell. Hon bogserade timmer på Saimen.

## Ångfartyg i Sverige idag
Ångfartyg används i Sverige idag som museifartyg eller fartyg som drivs av entusiaster på ideell basis. Sveriges Ångbåtsförening beräknar att det finns omkring 250 ångfartyg i drift i Sverige, varav omkring 150 är mindre fritidsbåtar. Omkring 40 ångfartyg kör i trafik.

## Svenska ångfartyg i urval

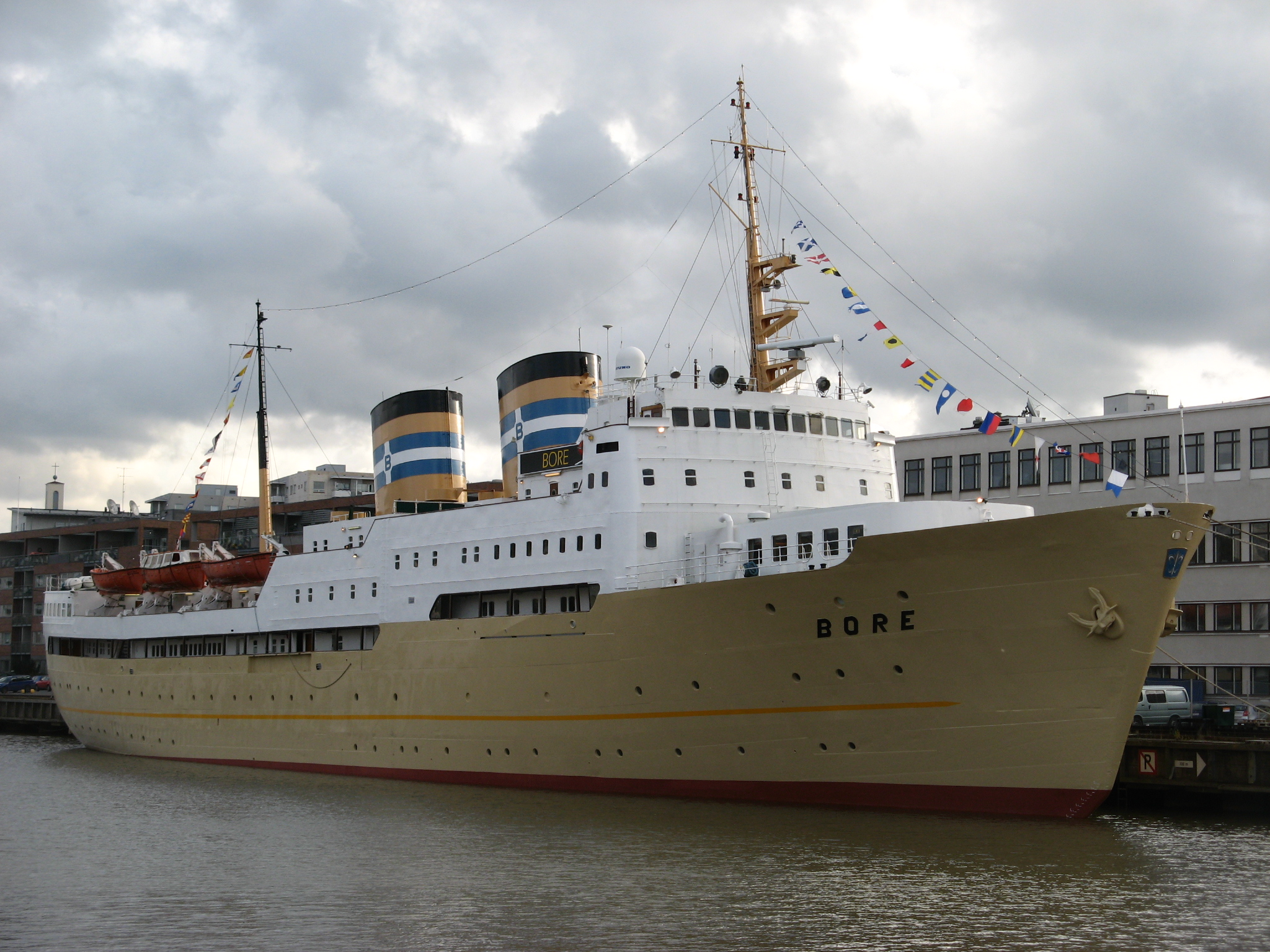
S/S Bore, byggd på Oskarshamns varv och sjösatt 1960.

- S/S Freja af Fryken
- S/S Per Brahe
- Eric Nordevall
- S/S Armas
- S/S Elfängen
- S/S Express
- S/S Trafik
- S/S Ejdern
- S/S Ukkopekka
- S/S Thomée
- S/S Östersund
- S/S Bohuslän
- S/S Orion
- S/S Marieholm
- S/S Saltsjön
- S/S Storskär
- S/S Norrskär
- S/S Prins August
- S/S Blidösund